# Прерванное путешествие
«Прерванное путешествие» (англ. The Interrupted Journey) — британский триллер режиссёра Дэниела Бёрта, который вышел на экраны в 1949 году.
В этом фильме молодой лондонский писатель Джон Норт (Ричард Тодд) решает бросить жену Кэрол (Валери Хобсон) и сбегает на поезде в Плимут с любовницей Сьюзен (Кристин Норден), которая является женой его издателя Джервиса Уайлдинга (Александер Годж). Сомневаясь в правильности своего поступка и, как ему кажется, заметив в поезде слежку, Джон в панике хватается за шнур экстренного торможения и сбегает к жене. Позже поезд попадает в аварию, в которой погибают и Сьюзен, и Джервис. Вскоре выясняется, что Сьюзен была застрелена, и подозрение падает на Джона. Он разыскивает Джервиса, в конце концов, обнаруживая его в том отеле в Плимуте, где он собирался остановиться вместе с Сьюзен. Джервис признаётся Джону, что это он убил жену из ревности, а затем подбросил свои документы одному из пассажиров.
Фильм удостоился в целом позитивных отзывов критики, отметившей напряжённый, но довольно надуманный сюжет с неожиданным поворотом в конце, интересную операторскую работу и содержательную игру большинства актёров, особенно, второго плана.

## Сюжет
Вечером в Лондоне после ухода в паб её мужа, издателя Джервиса Уайлдинга (Александер Годж), Сьюзен Уайлдинг (Кристин Норден) выбегает с чемоданом из дома, где в переулке её встречает молодой писатель Джон Норт (Ричард Тодд). Они вместе едут на вокзал, откуда рассчитывают отправиться в Плимут, чтобы начать там новую жизнь. Сьюзен ничего не сказала своему мужу о намерении уйти от него, так же как Джон ничего не сказал своей жене и по-прежнему терзается сомнениями в правильности своего решения. В вокзальном кафе, где они покупают пирожные, Джону кажется, что за ними кто-то следит. Под давлением Сьюзен он всё-таки отправляет письмо своей жене Кэрол (Валери Хобсон), в котором сообщает о своём уходе. Они садятся на поезд, занимая отдельное купе. Они целуются, но вскоре Сьюзен засыпает, а Джон начинает вспоминать свою последнюю ссору с женой, после которой он и решил уйти из дома. Писательский труд не приносит особых доходов, между тем Сьюзен, которая воздерживалась от выражения своих желаний в годы войны, заявляет мужу, что настало время завести детей и позаботиться об улучшении условий их собственной жизни. Чтобы получить надёжный источник дохода, она рекомендует Джону устроиться на химическую фабрику её отца, а в свободное время заниматься литературным творчеством. Джон не приемлет такое решение и в эмоциональном порыве решает сбежать с Сьюзен в другой город, чтобы начать там новую жизнь. Теперь же, вспоминая о размолвке с Кэрол, Джон начинает испытывать чувство вины и привязанности к своей жене. Пока Сьюзен спит, Джон выходит в коридор, где ему снова кажется, что он видит человека, который, по его мнению, следил за ними. В этот момент Джон слышит слова кондуктора, что поезд сейчас проходит мимо места, которое очень близко от его дома. Увидев, как ему кажется, в другом конце коридора Джервиса, Джон в паническом состоянии дергает за шнур экстренного торможения. Когда поезд останавливается, Джон проходит мимо всё ещё спящей Сьюзен, спрыгивает с поезда и направляется к своему дому, который находится всего в нескольких минутах ходьбы.
Кэрол тепло встречает мужа, они просят друг у друга прощения и обнимаются. Джон обещает пойти работать к её отцу. В этот же момент они слышат грохот крушения поезда. Джон шокирован, понимая, что это тот самый поезд. Тем не менее, собравшись с силами, он вместе с Кэрол направляется на место крушения. Джон проходит вдоль сошедшего с рельс состава, пытаясь обнаружить Сьюзен, и в конце концов, в полностью разбитом вагоне видит её безжизненную руку. На следующее утро по почте приходит письмо, которое Джон отправил перед отъездом жене, но он успевает его спрятать, а затем сжигает, однако кусочек его падает под стол. Газеты сообщает, что после того, как один из пассажиров дёрнул за шнур аварийного торможения, поезд столкнулся с другим поездом, в результате чего погибло 20 человек и ещё 31 серьёзно ранен. Вскоре на пороге дома появляется железнодорожный следователь Клейтон (Том Уоллз), который выясняет, что Джон был сегодня в Лондоне, обратно приехал на автобусе и вернулся домой за несколько минут до аварии. Джон признаёт, что знает Джервиса Уайлдинга как редактора журнала, у которого он иногда печатал свои рассказы, но близко с ним знаком не был. Следователь сообщает, что в поезде ехала также Сьюзен, жена Джервиса, в записной книжке которой несколько раз упоминается имя Джона. Он отвечает, что знает Сьюзен, так как раньше она работала секретарём у Джервиса, и ему приходилось контактировать с ней по поводу своих рассказов. Клейтон сообщает, что Джервис мог ехать с супругой в одном вагоне, но его пока нигде не нашли ни живым, ни мёртвым. После ухода следователя Кэрол поднимается в кабинет мужа, где обнаруживает обрывок сожжённого им письма, из которого можно догадаться о его содержании.
Тем временем Джон направляется в местный паб, где видит Клейтона, который затем преследует его на улице и приходит к нему домой. Там в присутствии Кэрол Джон настаивает, что у него с Сьюзен были чисто деловые отношения, и куда она ехала, ему не известно. Клейтон рассказывает, что вчера за Сьюзен следил нанятый Джервисом частный детектив. Он также погиб в аварии, но полиция нашла его блокнот, в котором подробно описано, как Сьюзен вышла из дома и вместе с неизвестным мужчиной приехала на вокзал и села в поезд. Единственная подробность, которая известна о мужчине, это что он купил пирожные в вокзальном буфете. Кэрол вспоминает, что когда Джон вернулся домой, у него в кармане было пирожное, но не говорит об этом следователю. Заглянув в записную книжку детектива, Кэрол замечает, что инициалы J.N. можно прочитать и как J.W., и, таким образом, возможно, речь идёт не о Джонае, а о Джервисе Уайлдинге. Удовлетворённый таким объяснением, Клейтон удаляется.
Оставшись наедине, Джон не выдерживает и рассказывает жене всё, что произошло. В заключение он говорит Кэрол, любил и любит только её, а Сьюзен он не любил, просто с её помощью каким-то образом пытался изменить свою жизнь. В знак примирения они обнимаются. Чувствуя поддержку жены, Джон решает рассказать всё следователю и по телефону договаривается с ним о встрече. Пока они едут, по радио сообщается, что первоначальная версия о том, что авария произошла из-за того, что кто-то дёрнул за аварийный шнур, не подтвердилась. На самом деле поезда столкнулись из-за проливных дождей, которые вывели из строя сигнальную систему на дороге. Когда Норты приезжают к Клейтону, он подтверждает эту информацию, в связи с чем расследование причин катастрофы прекращено. При этом он сообщает, что среди погибших обнаружено и тело Джервиса. Довольные Норты целуются и уходят домой.
Утром в доме Нортов снова появляется Клейтон, на этот раз в сопровождении полицейского инспектора Уотерсона (Ральф Трумэн). После того, как Джон подтверждает им, что ехал в этом поезде и сошёл при остановке незадолго до аварии, когда Сьюзен спала, ему сообщают, что Сьюзен незадолго до аварии была застрелена. Джон становится главным подозреваемым, его доставляют в полицейский участок и жёстко допрашивают, однако в отсутствие реальных улик отпускают под подписку о невыезде. Вернувшись домой, Джон чувствует, что Кэрол начинает сомневаться в его невиновности, но ему удаётся переубедить жену. Джон уверен в том, что с него снимут все подозрения, когда найдут оружие убийства с отпечатками пальцев. Тем временем полиция прочесывает территорию в поисках орудия убийства, и уже поздно вечером Кэрол видит, как полицейские обыскивают её сад. Когда она выходит к полицейскому, то замечает револьвер на дне их бассейна. Она срочно поднимается в кабинет к Джону, сообщая ему об оружии. Джон понимает, что если он сам не найдёт преступника, то его обвинят в убийстве. Он обманывает полицейских, пришедших арестовать его, сделав вид, что сбежал, а сам прячется на чердаке. Когда полицейские удаляются, Джон спокойно уходит и направляется в Лондон в дом Уайлдинга, подозревая, что тот может быть жив, убил Сьюзен и имитировал своё убийство. Дверь ему открывает мать Джервиса (Дора Севенинг), которая заявляет, что лично опознала в морге тело своего сына.
Джон связывается Кэрол и просит её собрать все имеющиеся наличные деньги и перевести их в гостиницу Danver в Плимуте на имя Кенни. Это фамилия его бабушки, на которую он забронировал номер в этой гостинице, когда собирался бежать с Сьюзен. Теперь, возможно, ему потребуются эти деньги, чтобы бежать за границу. Джон говорит жене, что, как он полагает, кто-то знакомый ехал с ними в поезде, убил Сьюзен и подбросил орудие убийства в бассейн, чтобы его подставить. Джон думает, что это Джервис, который на самом деле жив, и Джон попытается его найти. Он приезжает в гостиницу Danver, однако выясняется, что номер, забронированный на имя Кенни, уже кто-то занял. Джон селится в соседний номер и, выйдя на карниз, заглядывает в соседнее окно, где видит напивающегося Джервиса. Вернувшись в свой номер, Джон звонит Кэрол, пытаясь сообщить ей новости, но связь не работает. Пока он возится с телефоном, к нему заходит пьяный Джервис с просьбой помочь откупорить очередную бутылку. Узнав Джона, он достаёт пистолет и рассказывает, что был в том поезде и убил свою жену за неверность, а после катастрофы снова приехал к поезду и подбросил свои документы одному из погибших. Затем Джервис подбросил револьвер в бассейн, чтобы подставить Джона, подговорил мать и спрятался в этой гостинице, адрес которой получил от своего частного детектива, который следил за Сьюзен несколько дней. Когда Джон набрасывается на Джервиса и завязывает драку, тот стреляет ему в плечо, а затем направляет пистолет в лицо Джона и стреляет…
В этот момент Джон приходит себя в коридоре движущегося поезда, но не видит ни детектива, ни Джервиса. Он видит аварийный шнур, но не дёргает за него, а возвращается купе, где видит Сьюзен. Когда она просыпается, Джон признаётся ей, что сомневается в правильности их поступка и только что хотел от неё сбежать. Сьюзен говорит ему, что поняла, что он любит жену, и она не хотела бы провести жизнь с человеком, который всё время будет сожалеть о своём побеге от Кэрол. Сьюзен дёргает за аварийный шнур и просит Джона сойти с поезда. Джон приходит домой и обнимается с женой. Затем он слышит гудок поезда, который трогается с места, никакой аварии не происходит.

## В ролях
- Валери Хобсон — Кэрол Норт
- Ричард Тодд — Джон Норт
- Кристин Норден — Сьюзан Уайлдинг
- Том Уоллз — мистер Клейтон
- Ральф Трумэн — инспектор Уотерсон
- Вида Хоуп — мисс Марчмент, хозяйка гостиницы Danver’s
- Александер Годж — Джервис Уилдинг
- Дора Брайан — официантка в станционном буфете
- Арнольд Ридли — мистер Сондерс
- Сирил Смит — Джордж, бармен
- Артур Лейн — констебль Коули
- Найджел Нильсон — сержант Сэнгер
- Дора Севенинг — мать Уилдинга

## История создания фильма
Как пишет историк кино Брайан Макфарлейн, киномонтажёр Дэниел Бёрт (англ. Daniel Birt), который очень хотел ставить фильмы, принёс предложение снять эту картину продюсеру компании Constellation Films Тони Хэвлок-Аллену (англ. Tony Havelock-Allen). Хэвлок-Аллен решил, что фильм может быть хорош для дальнейшего продвижения молодого актёра Ричарда Тодда, который только что стал звездой благодаря фильму «Горячее сердце» (1949). Кроме того, продюсер, который в то время был женат на актрисе Валери Хобсон, решил, что там есть роль и для неё. Позднее Хэвлок-Аллен вспоминал: «Я был невысокого мнения о проекте, но если у вас есть компания, вы должны что-то делать, потому что деньги продолжают уходить. Однако картина не имела успеха. Дэниел Бёрт явно не стремился стать великим режиссером; монтажёр всегда может снимать фильмы, но только очень талантливые люди могут снимать хорошие фильмы».
Для этой картины Ричард Тодд был взят в аренду у компании Associated British Pictures.
Рабочим названием фильма было «Шнур»(англ. The Cord).
В фильме рассказывается о железнодорожной катастрофе, произошедшей после того, как один из пассажиров дёрнул за аварийный шнур. По такой же причине произошла железнодорожная катастрофа в Уинсфорде 17 апреля 1948 года.
Чтобы точнее изобразить сотрудников городской полиции Плимута, Хэвлок-Аллан написал главному констеблю города Дж. Ф. Скиттери письмо с просьбой дать совет по дизайну полицейской формы. В ответ Скиттери составил небольшую рукописную книгу, содержащую фотографии одежды, шлемов, значков и снаряжения, и приложил к ней достаточное количество значков на шлемах, воротниках и пуговицах, чтобы обеспечить всех актёров фильма, которые будут изображать полицейских города Плимут.
Основные съёмки фильма проходили в студии Alliance Studios в Твикнеме, Миддлсекс, Англия. Сцены на железной дороге снимались на военной железной дороге Лонгмур (англ. Longmoor Military Railway) в Гэмпшире.
Фильм вышел в прокат в Великобритании 12 октября 1949 года и в США 28 мая 1951 года.

## Оценка фильма критикой
После выхода фильма британский журнал The Monthly Film Bulletin в своей рецензии отметил: «Уровень игры небольшого актёрского состава вполне адекватен, хотя техника Ричарда Тодда больше подошла бы для театра. Наиболее примечательными элементами в фильме являются операторская работа и освещение, на которых, должно быть, сосредоточил своё внимание режиссёр Дэниел Бирт. Поразительное использование камеры особенно заметно в сцене в холле небольшого отеля, где Вида Хоуп играет забавную эпизодическую роль на фоне бесчисленных мягких бликов и интенсивных теней, которые создают прекрасное ощущение глубины и атмосферы. Эти качества, хотя и не позволили создать по-настоящему успешный фильм, являются хорошим предзнаменованием для любой будущей совместной работы этой команды».
Еженедельник Kine Weekly в августе 1949 года написал: «Первая половина фильма довольно правдоподобна и захватывающа, несмотря на незрелую игру Ричарда Тодда, но вторая — слишком фантастична, чтобы описать словами. Большинство зрителей почувствуют себя обманутыми, когда выяснится, что всё произошедшее является сном».
В журнале Variety, в частности, говорилось: «Тематика фильма рассчитана на хорошее, насыщенное действие, а чёткая режиссура позволяет сюжету развиваться в устойчивом темпе. В финале есть неожиданный поворот, который выводит сюжет из колеи стандартных триллеров. В фильме соблюдены разумные стандарты жанра, и особенно хороши исполнители небольших ролей. Тодд играет крепко и изобретательно роль писателя, это ещё одна его первоклассная работа. Валери Хобсон дает чётко выверенную трактовку роли его многострадальной, понимающей жены».
Историк кино Джефф Майер в «Энциклопедии фильма нуар» написал: «Несмотря на то, что концовка со сном кажется надуманной, фильм тщательно нагнетает ощущение ночного кошмара за счет немотивированного использования совпадений. Эти сюжетные повороты, подчеркнутые скудными производственными качествами и сдержанным освещением, созданным Эрвином Хиллиером, дают в результате превосходный фильм нуар. Ричард Тодд и Валери Хобсон выражают нужную степень тревоги в роли проблемных мужа и жены. Концовка похожа на фильм Фрица Ланга „Женщина в окне“ (1944)».
Современный историк кино Деннис Шварц назвал картину «захватывающей мелодрамой о нервном парне, которого преследует сон, в котором он убивает свою любовницу. Местами фильм хорош, но неожиданный финал не дает убедительного решения». Шварц также добавляет, что «преданную жену играет Валери Хобсон, чьё терпение и поддержка подверглись испытанию в реальной жизни, когда она поддержала своего мужа Джона Профьюмо во время сексуальных скандалов в британском парламенте в начале 1960-х годов».
Кинокритик Дэн Стампф отметил, что фильм полон сюжетных поворотов: «Достаточно сказать, что сценаристы превратили несостоявшийся роман Тодда в отточенный параноидальный кошмар, хорошо разыгранный актёрами, который снят с той тихой, уютной и роскошной тщательностью, которая характерна для лучших послевоенных британских фильмов. Здесь все сделано более умно, чем обычно, и с подлинным сочувствием к мучительной внутренней борьбе бедной жены, насколько она должна доверять своему мужу-изменнику».